# Відділ особливого призначення
Відділ особливого призначення (ВОП) - оперативно-бойовий підрозділ.
Дана структура була чимось середнім між Повстанською армією і СКВ. У кожному підпільному районі, як правило, мав діяти один ВОП. Здебільшого це були окремі чоти (20-40 осіб на район), які діяли на напівстаціонарних засадах, тобто за наказом військового референта або керівника СБ ОУН(б) району, однак на відміну від боївок СБ ОУН вони не мали слідчо-каральних функцій, а проводили диверсійно-бойові акції на своїй території. На відміну від СКВ, ВОПи могли проводити зачіпні акції, деякий час перебувати у лісі, але, на відміну від відділів УПА, використовувалися тільки на території району своєї дислокації.
Одним із таких ВОПів наприклад був під командуванням Василя Андрусяка-"Грегота"-"Різуна". Він був сформований в липні 1943 р. і скаладався із 17 чоловік. Того ж місяця ВОП напав на шуцполіцію в м. Городенці і розігнав її. У серпні розбив німецький гарнізон у Тисьмениці, а у вересні знищив мадярський каральний загін і отаборився в Чорному лісі. За два місяці боївка ВОП виросла до 46 стрільців і у вересні 1943 р. стала чотою. 